# Давидково (Дмитровський міський округ)
Дави́дково (рос. Давыдково) — присілок у складі Дмитровського міського округу Московської області, Росія.

## Населення
Населення — 17 осіб (2010; 14 у 2002).
Національний склад (станом на 2002 рік):
- росіяни — 57 %
- азербайджанці — 43 %